# Dianesia ramsdeni
Dianesia ramsdeni är en fjärilsart som beskrevs av Henry Skinner 1912. Dianesia ramsdeni ingår i släktet Dianesia och familjen Riodinidae. Inga underarter finns listade i Catalogue of Life.